# Shaboozey
Shaboozey, pseudonimo di Collins Obinna Chibueze (Woodbridge, 9 maggio 1995), è un cantante statunitense, noto principalmente per A Bar Song (Tipsy), uno dei principali successi del XXI secolo in patria.

## Biografia
Nato e cresciuto a Woodbridge da genitori nigeriani, ha chiamato l'attenzione della Republic Records con i singoli Starfoxx e Starfoxx; sotto l'etichetta uscirà il suo album in studio d'esordio, dal titolo Lady Wrangler e presentato nell'ottobre 2018. Ha in seguito partecipato all'incisione della colonna sonora Spider-Man: Into the Spider-Verse con l'inedito Start a Riot.
Al primo LP hanno fatto seguito i dischi Cowboys Live Forever, Outlaws Never Die e Where I've Been, Isn't Where I'm Going, quest'ultimo arrivato nella top five della Billboard 200 con 50 000 unità equivalenti. Esso include il brano di successo e quintuplo platino A Bar Song (Tipsy), con cui ha scalato la Billboard Hot 100 fino al vertice. Si tratta del singolo col primato di maggior numero di settimane trascorse in cima alla Billboard Canadian Hot 100 (25) e alla classifica nazionale (19), un ex aequo con Old Town Road (2019) di Lil Nas X, nonché una delle hit più consumate del secolo negli Stati Uniti d'America e quella da solista con più tempo trascorso in vetta alla Hot Country Songs (35 settimane).
Shaboozey è stato candidato agli MTV Video Music Awards per il riconoscimento al miglior artista esordiente e per cinque premi ai Grammy Awards 2025.

## Discografia

### Album in studio
- 2018 – Lady Wrangler
- 2022 – Cowboys Live Forever, Outlaws Never Die
- 2024 – Where I've Been, Isn't Where I'm Going

### Singoli
- 2014 – Jeff Gordon
- 2017 – Starfoxx
- 2018 – Break the Band (How Could She?)
- 2019 – Cabelas
- 2019 – More
- 2019 – Joan Jett
- 2019 – Prosperity
- 2020 – Another Me
- 2021 – Beverly Hills
- 2021 – Tall Boy
- 2022 – Gas!
- 2023 – Let It Burn
- 2024 – Anabelle
- 2024 – Vegas
- 2024 – A Bar Song (Tipsy)
- 2024 – Highway
- 2024 – Good News
- 2025 – Blink Twice (con Myles Smith)
- 2025 – Home (con BigXthaPlug)

## Tournée
- 2025 – Europe + UK Tour

Artista d'apertura
- 2024 – Live in the Sticks Tour (Jessie Murph)
- 2024 – Beautifully Broken Tour (Jelly Roll)

## Riconoscimenti
- Academy of Country Music Awards
  - 2025 – Candidatura all'Artista maschile esordiente dell'anno[14]
  - 2025 – Candidatura al Singolo dell'anno per A Bar Song (Tipsy)[14]

- American Music Awards
  - 2025 – Candidatura all'Artista esordiente dell'anno[15]
  - 2025 – Candidatura alla Canzone dell'anno per A Bar Song (Tipsy)[15]
  - 2025 – Candidatura alla Canzone dei social dell'anno per A Bar Song (Tipsy)[15]
  - 2025 – Candidatura al Video musicale preferito per A Bar Song (Tipsy)[15]
  - 2025 – Candidatura all'Artista country maschile preferito[15]
  - 2025 – Candidatura all'Album country preferito per Where I've Been, Isn't Where I'm Going[15]
  - 2025 – Candidatura alla Canzone country preferita per A Bar Song (Tipsy)[15]

- BET Awards
  - 2025 – Candidatura al Video dell'anno per A Bar Song (Tipsy)[16]
  - 2025 – Candidatura al Miglior artista esordiente[16]

- Grammy Awards
  - 2025 – Candidatura alla Canzone dell'anno per A Bar Song (Tipsy)[13]
  - 2025 – Candidatura al Miglior artista esordiente[13]
  - 2025 – Candidatura alla Miglior interpretazione country solista per A Bar Song (Tipsy)[13]
  - 2025 – Candidatura alla Miglior interpretazione rap melodica per Spaghettii[13]
  - 2025 – Candidatura alla Miglior canzone country per A Bar Song (Tipsy)[13]

- iHeartRadio Music Awards
  - 2025 – Miglior nuovo artista country[17]
  - 2025 – Candidatura alla Canzone dell'anno per A Bar Song (Tipsy)[17]
  - 2025 – Candidatura alla Canzone country dell'anno per A Bar Song (Tipsy)[17]
  - 2025 – Candidatura al Miglior nuovo artista pop[17]

- Kids' Choice Awards
  - 2025 – Candidatura all'Artista rivelazione maschile preferito[18]

- NAACP Image Awards
  - 2025 – Candidatura al Miglior artista esordiente[19]